# Mare de Déu del Congost
Nostra Senyora del Congost és una església romànica situada a la part aragonesa del congost de Mont-rebei dins del municipi de Viacamp i Lliterà.
El temple va ser edificat al caire del precipici, sobre el curs de la Noguera Ribagorçana, que en aquella època no estava retingut. A ponent de l'ermita, una visera allargada rocosa protegeix el que en el seu moment va poder ser una població medieval estable. L'església es va edificar alhora que la torre, cap al 1070, i d'aquell moment són les filades de carreus que perduren com a sòcol de la capçalera absidal i d'alguns punts dels murs laterals.
Probablement arruïnada o per seguir les noves modes, es va refer a començaments del segle xiii, amb l'estil que actualment presenta. Recentment restaurada, es va eliminar el cor alt de fusta que hi havia als seus peus i es va deixar la pedra vista a l'interior, alhora que es va dotar de cobertes adequades.